# عقاب خاکی
عقاب خاکی یا عقاب دشتی (نام علمی: Aquila rapax) یک پرنده شکاری است که مانند دیگر عقابها از تیرهٔ عقابیان است. این پرنده در ایران نیز یافت می‌شود.
در گذشته، گونهٔ عقاب دشتی (نام علمی: Aquila rapax) دو گونه کنونی «عقاب صحرایی» و «عقاب خاکی» را دربر می‌گرفت ولی سپس پرنده‌شناسان این دو گونه را از هم جدا کردند.

## زیستگاه

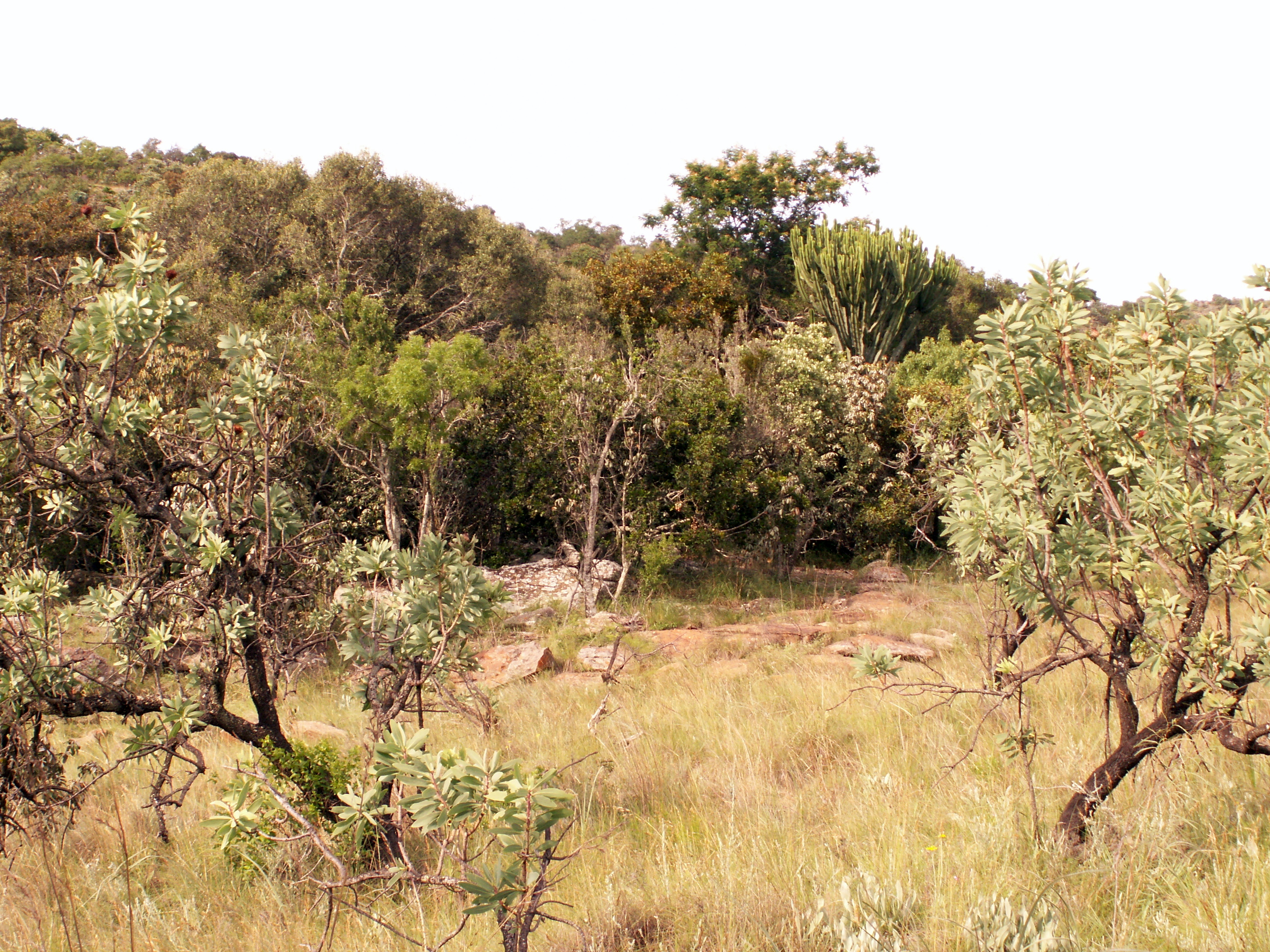
عقاب‌های خاکی اغلب در مناطق خشک و غنی ولد زیست می‌کنند.

عقاب‌های خاکی در مناطق نسبتاً باز و در ارتفاع‌های گوناگون هستند اما معمولاً در اقلیم نیمه‌خشک زندگی می‌کنند. در غرب آفریقا، این گونه اغلب در زیستگاهه‌ای موزائیک جنگلی نمناک زیست می‌کند اما در زمان زادآوری می‌تواند به درون جنگل‌های پهن‌برگ خشک حاره‌ای و جنب‌حاره‌ای و اقلیم نیمه‌خشک جابجا شود. در مراکش، این گونه، درختزار نزدیک کوه با همسایگی دشت را ترجیح می‌دهد. در جای دیگر آفریقا، معمولاً زیستگاه‌گزینی می‌کنند در گرم‌دشت مانند آکاسیا و اقلیم نیمه‌خشک تا بیابان. به هر حال، نواحی بیابانی شدید اصلاً وجود ندارند، در رویشگاه‌های درختی نمناک جنگل بارانی حاره‌ای پرهیز می‌کنند. گاهی در مناطق انسان‌ساخت مانند زمین قابل کشت، شانه جاده، سدها، زمین کشاورزی، چراگاه و شکار تغذیه فرصت‌طلبانه در آنها دیده می‌شود. در جنوب آفریقا، ولد (زیستگاه) اغلب زیستگاه ترجیحی بیشتر با توده‌های آکاسیا است. با وجود اقلیم مشابه، درون درختزار میومبو، عقاب‌های خاکی تمایل دارند با جمعیت پراکنده باشند. در هند، زیستگاه‌های مشابه ممکن است استفاده شود اما ممکن اغلب در مناطق همجوار و کشتزارها و روستا و گاهی محل دفن زباله و کشتارگاه بیشتر از آفریقا باشند. افزودن بر همه مناطق خشک دیده می‌شوند. درهند، در خارستان‌های جنگلی هم دیده می‌شوند. عقاب‌های خاکی ممکن است از سطح دریا تا ۳٬۰۰۰ متر (۹٬۸۰۰ فوت) دیده شوند اما تمایل به ارتفاع کمتر دارند.

## نگارخانه

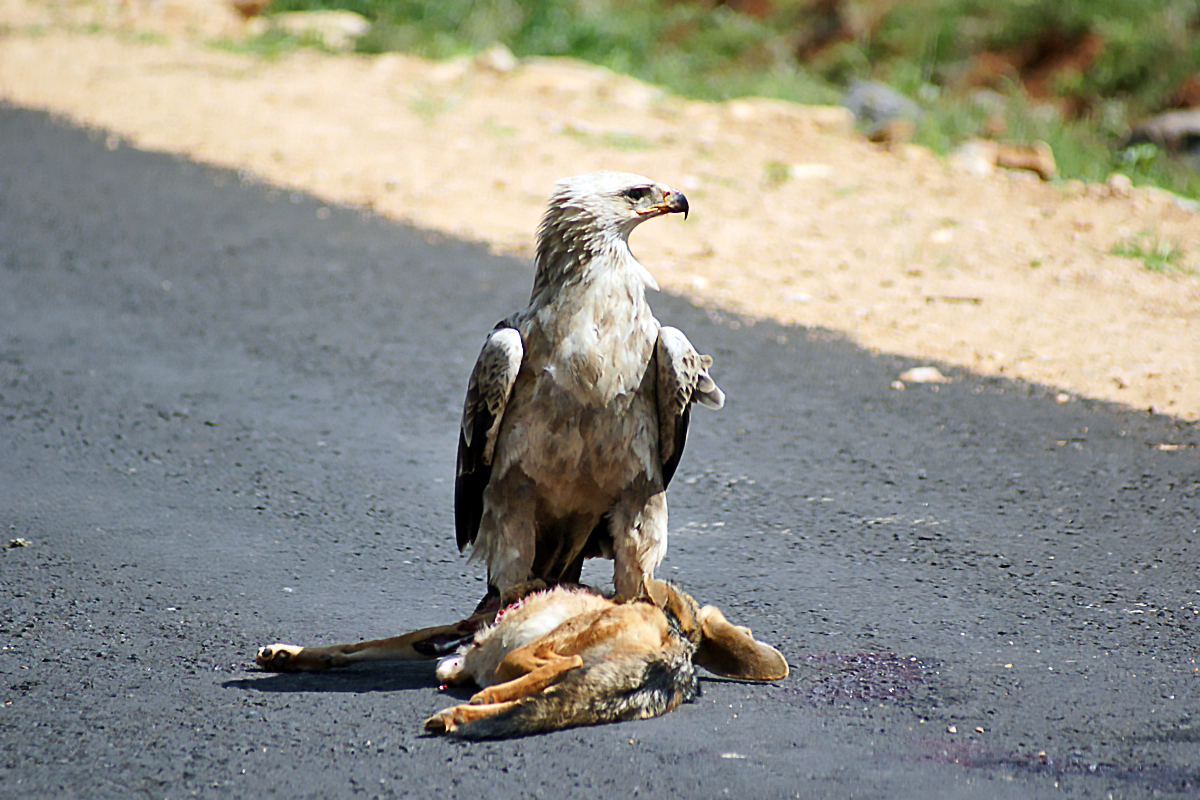
با یک شغال پشت سیاه قربانی ترافیک جاده ای در اتیوپی
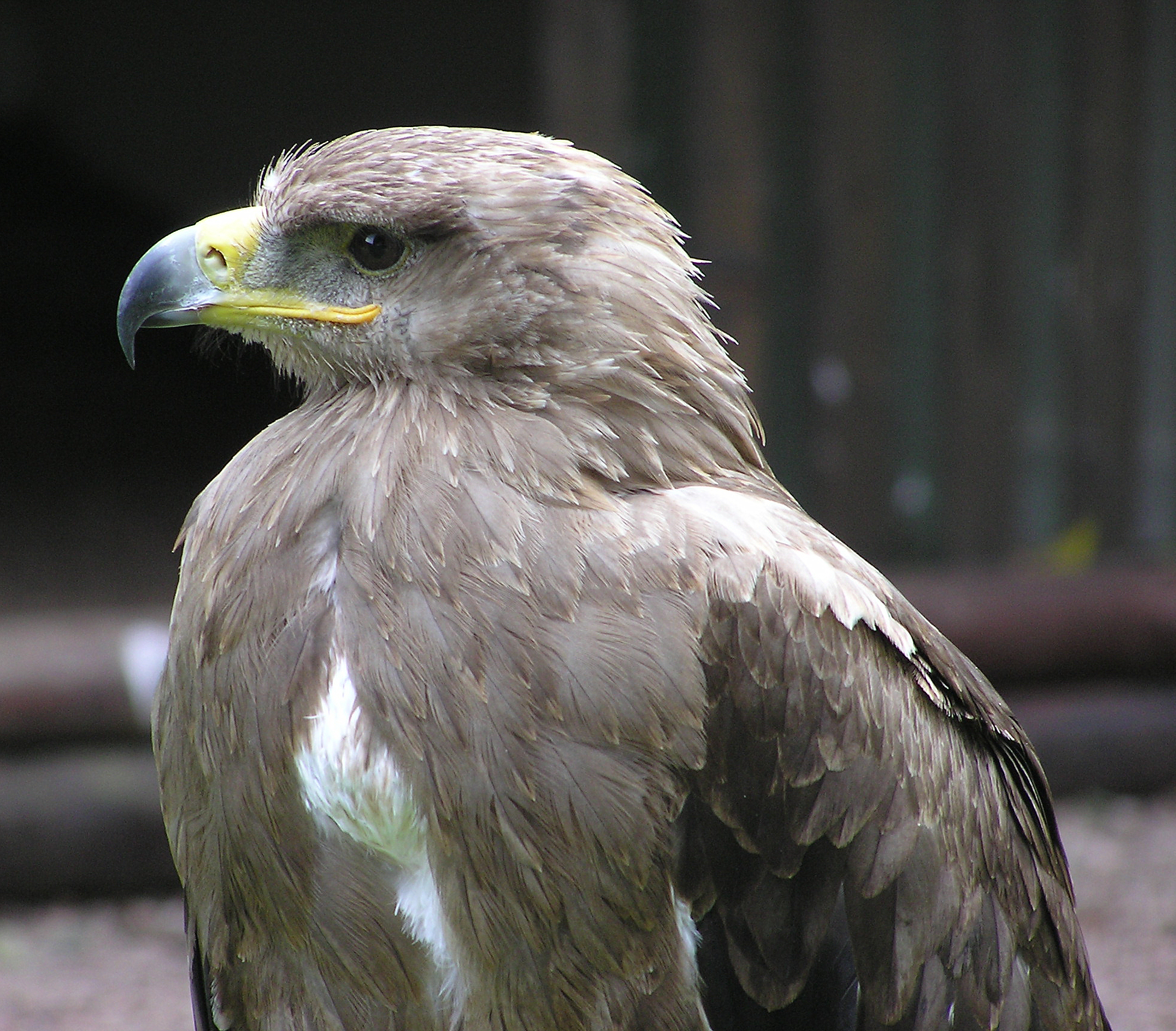
پارک حیات وحش و دایناسور کمب مارتین، انگلستان
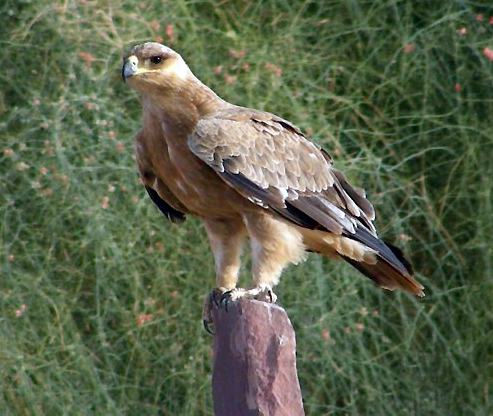
جیسالمر ، هند
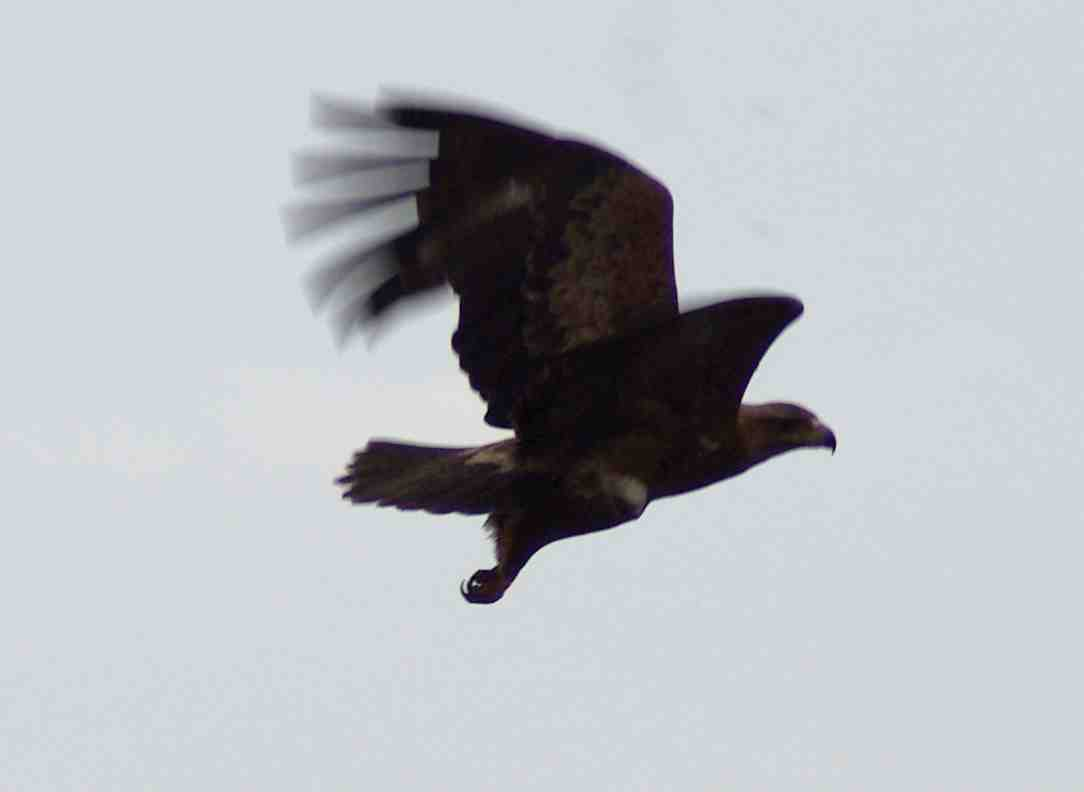
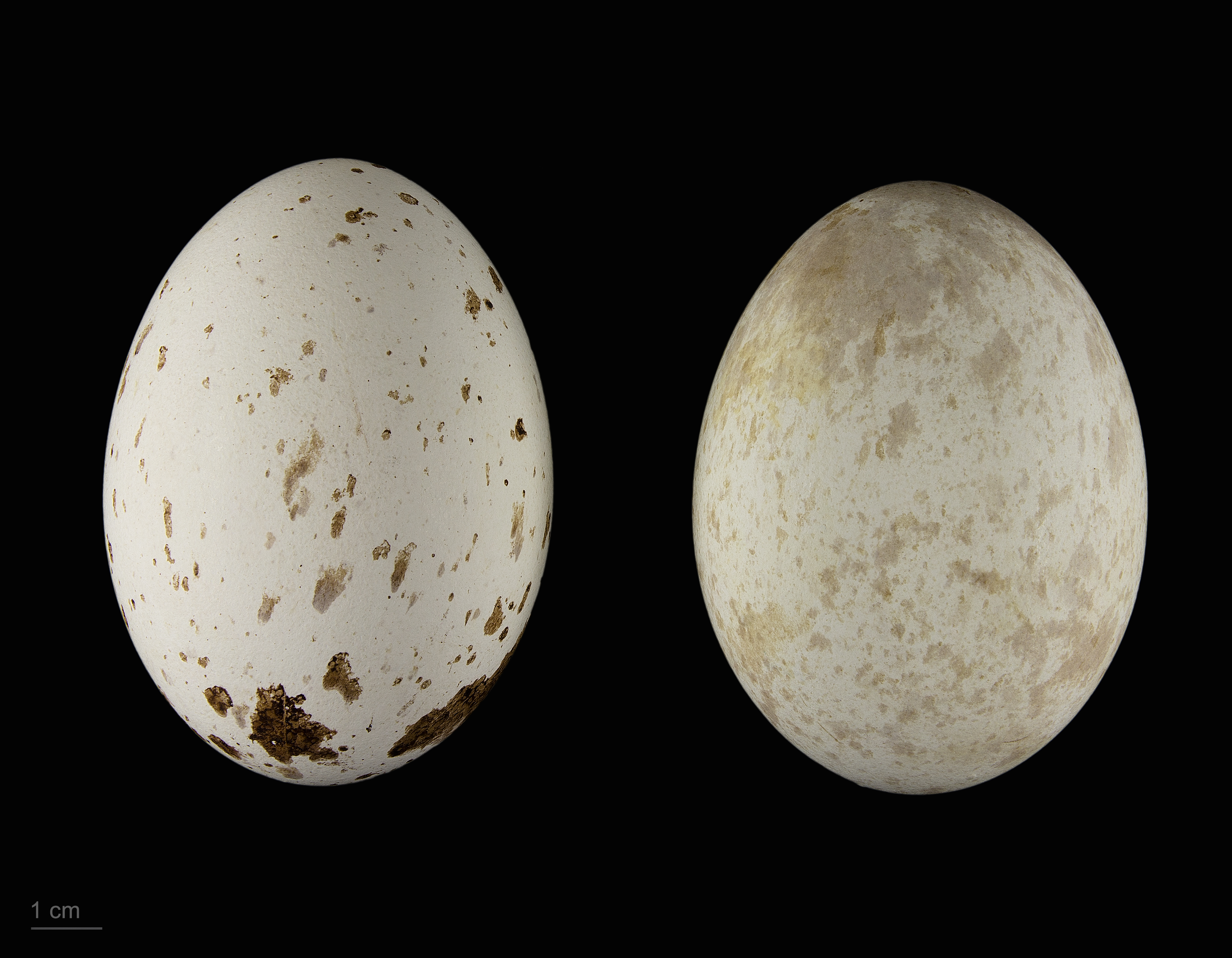
نمونه موزه